# Lloyd Miller
Pour les articles homonymes, voir Miller.
Lloyd Miller ou Koroush Ali Khan, né le 11 novembre 1938 et mort le 27 décembre 2024, est un jazzman multi-instrumentiste d'avant-garde américain s'étant intéressé dès les années 1960 aux musiques du monde, en les étudiant et en les intégrant au jazz. En tant que pianiste, il a joué notamment avec Don Ellis et Eddie Harris.
Bien qu'originaire de Californie, et ayant commencé sa carrière aux États-Unis, il émigra rapidement en Europe en 1961. où il a appris la musique iranienne avec Darioush Safvat et Djamchid Chemirani et la musique vietnamienne avec Tran Van Khe, en fréquentant le Centre d'étude de la musique oriental à Paris. 
Dans les années 1970, il émigre en Iran et entreprend avec succès des études doctorales sur la musique iranienne. Il produira aussi des émissions télévisées de jazz oriental avec son ensemble Oriental Jazz Quartet et aussi The Mike Johnson Quartet, the U Jazz Ensemble, et the Preston Kies Quartet.
Il devient vite expert au santûr et au zarb iraniens, mais aussi au oud arabe, en plus de pratiquer quelques autres instruments tels clarinette, contrebasse, violoncelle, yangqin, flugelhorn, saxophone alto, cor, etc.

## Discographie
- Lloyd Miller & The Heliocentrics (2010)
- Doc Miller
- Jazz Centennial/Utah Sesquecentennial
- Chicago Jazz (The Roaring Twenties)
- SwingnJive & L.A.
- Jazz Piano (Lloyd Miller Trio & Quartet)
- Multi-instrumental Mania
- Lloyd Miller with jazz greats in Europe I (1950s & 60s) (avec Jef Gilson, Bernt Rosengren, Lars Fernlov, Simor Ostervald, etc.)
- Lloyd Miller with jazz greats in Europe II (1960-61) (avec International Jazz quartet (IJQ), Lennart Jansson, Connie Lundin, Freddie Deronde, Jaques Pelzer, Philip Catherine)
- Oriental Jazz (1963-2002)
- Worldclass Combo (1970-2000), (avec Roger Hererra, Bob Pierson, Mike Johnson)
- Earth Tones
- Eastones
- Gol-E-Gandom 1967

## Filmographie
- Lloyd Miller NIRTV shows (Tehran 1970s)
- Lloyd Miller Trio on NIRTV (Tehran 1970s)
- Oriental Jazz Lloyd Miller on KBYU, KUER & NIRTV (1960s-70s)